# Brymir
Brymir ist eine finnische Melodic-Death-Metal-Band aus Helsinki und Uusimaa.

## Bandgeschichte
Die Band wurde im Sommer 2009 unter dem Namen Lai Lai Hei gegründet, abgeleitet von einem Lied von Ensiferum. Unter diesem gewann sie einen Wettbewerb mit dem Cover von Token of Time.

## Diskografie
- 2011: Breathe Fire to the Sun (CD, Spinefarm Records)
- 2016: Slayer of Gods (CD, Ranka Kustannus)
- 2019: Wings of Fire (CD, Ranka Kustannus / Out of Line)
- 2022: Voices in the Sky (CD/LP, Napalm Records)

## Musikvideos
Offizielle Videoclips
- 2011: Retribution (Regie/Produktion: Tage Rönnqvist)
- 2011: Ragnarök (Regie/Produktion: Joona Björkroth)
- 2016: For Those Who Died (Regie/Produktion: Anton Baer und Sivuvalo Oy)
- 2019: Wings of Fire (Regie/Produktion: Joel Korhonen und Viktor Gullichsen)
- 2019: Gloria In Regnum (Regie/Produktion: Joel Korhonen)
- 2022: Voices in the Sky (Regie/Produktion: Emil Jokipalo und Kristian Setälä)
- 2022: Fly With Me
- 2023: Seeds Of Downfall (Regie/Produktion: Joel Korhonen und Viktor Gullichsen)

Offizielle Lyrikvideos
- 2016: The Black Hammer
- 2018: Ride On, Spirit
- 2018: Chasing The Skyline
- 2022: Herald Of Aegir
- 2022: Forged in War